# Leskiolydella aurata
Leskiolydella aurata är en tvåvingeart som beskrevs av Townsend 1927. Leskiolydella aurata ingår i släktet Leskiolydella och familjen parasitflugor. Inga underarter finns listade i Catalogue of Life.